# Okręg wyborczy Edinburgh Central
Okręg wyborczy Edinburgh Central powstał w 1885 r. i wysyłał do brytyjskiej Izby Gmin jednego deputowanego. Okręg został zniesiony w 2005 r.

## Deputowani do brytyjskiej Izby Gmin z okręgu Edinburgh Central
- 1885–1886: John Wilson
- 1886–1900: William McEwan, Partia Liberalna
- 1900–1906: George Mackenzie Brown, Partia Liberalna
- 1906–1918: Charles Edward Price, Partia Liberalna
- 1918–1931: William Graham, Partia Pracy
- 1931–1941: James Guy, Szkocka Partia Unionistyczna
- 1941–1945: Francis Watt, Szkocka Partia Unionistyczna
- 1945–1951: Andrew Gilzean, Partia Pracy
- 1951–1974: Thomas Oswald, Partia Pracy
- 1974–1983: Robert Finlayson Cook, Partia Pracy
- 1983–1987: Alex Fletcher, Partia Konserwatywna
- 1987–2005: Alistair Darling, Partia Pracy